# Широка (басейн Азовського моря)
Широка — річка у Новоазовському районі Донецької області, впадає у Азовське море.

## Історія
У 1875 році на місці нинішньої річки Широка — балка Велика Широка.

## Опис
Довжина річки 23  км., похил річки — 3,7 м/км. Формується з багатьох безіменних струмків та водойм. Площа басейну 112 км².

## Розташування
Широка бере початок на південному заході від села Українське. Тече переважно на південний захід у межах сіл Октября, Куликового, Заїченко та Дзержинського. У селі Широкине річка Широка впадає у Азовське море.

## Притоки
- Балка Волошська, Балка Мала Широка (ліві); Балка Водинська (права).